# Danh sách vô địch đôi nam Giải quần vợt Roland-Garros

## Vô địch
| Năm          | Vô địch                                       | Á quân                                        | Tỷ số                                         |
| ------------ | --------------------------------------------- | --------------------------------------------- | --------------------------------------------- |
| 1925         | Jean Borotra René Lacoste                     | Henri Cochet Jacques Brugnon                  | 7–5, 4–6, 6–3, 2–6, 6–3                       |
| 1926         | Vincent Richards Howard Kinsey                | Henri Cochet Jacques Brugnon                  | 6–4, 6–1, 4–6, 6–4                            |
| 1927         | Henri Cochet Jacques Brugnon                  | Jean Borotra René Lacoste                     | 2–6, 6–2, 6–0, 1–6, 6–4                       |
| 1928         | Jean Borotra Jacques Brugnon                  | Henri Cochet Jean de Buzelet                  | 6–4, 3–6, 6–2, 3–6, 6–4                       |
| 1929         | René Lacoste Jean Borotra                     | Henri Cochet Jacques Brugnon                  | 6–3, 3–6, 6–3, 3–6, 8–6                       |
| 1930         | Henri Cochet Jacques Brugnon                  | Harry Hopman Jim Willard                      | 6–3, 9–7, 6–3                                 |
| 1931         | George Lott John Van Ryn                      | Vernon Kirby Norman Farquharson               | 6–4, 6–3, 6–4                                 |
| 1932         | Henri Cochet Jacques Brugnon                  | Christian Boussus Marcel Bernard              | 6–4, 3–6, 7–5, 6–3                            |
| 1933         | Pat Hughes Fred Perry                         | Vivian McGrath Adrian Quist                   | 6–2, 6–4, 2–6, 7–5                            |
| 1934         | Jean Borotra Jacques Brugnon                  | Jack Crawford Vivian McGrath                  | 11–9, 6–3, 2–6, 4–6, 9–7                      |
| 1935         | Jack Crawford Adrian Quist                    | Vivian McGrath Don Turnbull                   | 6–1, 6–4, 6–2                                 |
| 1936         | Jean Borotra Marcel Bernard                   | Pat Hughes Raymond Tuckey                     | 6–2, 3–6, 9–7, 6–1                            |
| 1937         | Gottfried von Cramm Henner Henkel             | Norman Farquharson Vernon Kirby               | 6–4, 7–5, 3–6, 6–1                            |
| 1938         | Bernard Destremau Yvon Petra                  | Don Budge Gene Mako                           | 3–6, 6–3, 9–7, 6–1                            |
| 1939         | Don McNeill Charles Harris                    | Jean Borotra Jacques Brugnon                  | 4–6, 6–4, 6–0, 2–6, 10–8                      |
| 1940         | Không tổ chức(chiến tranh thế giới lần thứ 2) | Không tổ chức(chiến tranh thế giới lần thứ 2) | Không tổ chức(chiến tranh thế giới lần thứ 2) |
| 1941         | Không tổ chức(chiến tranh thế giới lần thứ 2) | Không tổ chức(chiến tranh thế giới lần thứ 2) | Không tổ chức(chiến tranh thế giới lần thứ 2) |
| 1942         | Không tổ chức(chiến tranh thế giới lần thứ 2) | Không tổ chức(chiến tranh thế giới lần thứ 2) | Không tổ chức(chiến tranh thế giới lần thứ 2) |
| 1943         | Không tổ chức(chiến tranh thế giới lần thứ 2) | Không tổ chức(chiến tranh thế giới lần thứ 2) | Không tổ chức(chiến tranh thế giới lần thứ 2) |
| 1944         | Không tổ chức(chiến tranh thế giới lần thứ 2) | Không tổ chức(chiến tranh thế giới lần thứ 2) | Không tổ chức(chiến tranh thế giới lần thứ 2) |
| 1945         | Không tổ chức(chiến tranh thế giới lần thứ 2) | Không tổ chức(chiến tranh thế giới lần thứ 2) | Không tổ chức(chiến tranh thế giới lần thứ 2) |
| 1946         | Marcel Bernard Yvon Petra                     | Enrique Morea Pancho Segura                   | 7–5, 6–3, 0–6, 1–6, 10–8                      |
| 1947         | Eustace Fannin Eric Sturgess                  | Tom Brown Bill Sidwell                        | 6–4, 4–6, 6–4, 6–3                            |
| 1948         | Lennart Bergelin Jaroslav Drobný              | Harry Hopman Frank Sedgman                    | 8–6, 6–1, 12–10                               |
| 1949         | Pancho Gonzalez Frank Parker                  | Eustace Fannin Eric Sturgess                  | 6–3, 8–6, 5–7, 6–3                            |
| 1950         | Bill Talbert Tony Trabert                     | Jaroslav Drobný Eric Sturgess                 | 6–2, 1–6, 10–8, 6–2                           |
| 1951         | Ken McGregor Frank Sedgman                    | Gardnar Mulloy Dick Savitt                    | 6–2, 2–6, 9–7, 7–5                            |
| 1952         | Ken McGregor Frank Sedgman                    | Gardnar Mulloy Dick Savitt                    | 6–3, 6–4, 6–4                                 |
| 1953         | Lew Hoad Ken Rosewall                         | Mervyn Rose Clive Wilderspin                  | 6–2, 6–1, 6–1                                 |
| 1954         | Vic Seixas Tony Trabert                       | Lew Hoad Ken Rosewall                         | 6–4, 6–2, 6–1                                 |
| 1955         | Vic Seixas Tony Trabert                       | Nicola Pietrangeli Orlando Sirola             | 6–1, 4–6, 6–2, 6–4                            |
| 1956         | Don Candy Bob Perry                           | Ashley Cooper Lew Hoad                        | 7–5, 6–3, 6–3                                 |
| 1957         | Mal Anderson Ashley Cooper                    | Don Candy Mervyn Rose                         | 6–3, 6–0, 6–3                                 |
| 1958         | Ashley Cooper Neale Fraser                    | Robert Howe Abe Segal                         | 3–6, 8–6, 6–3, 7–5                            |
| 1959         | Nicola Pietrangeli Orlando Sirola             | Roy Emerson Neale Fraser                      | 6–3, 6–2, 14–12                               |
| 1960         | Roy Emerson Neale Fraser                      | José Luis Arilla Andrés Gimeno                | 6–2, 8–10, 7–5, 6–4                           |
| 1961         | Roy Emerson Rod Laver                         | Robert Howe Bob Mark                          | 3–6, 6–1, 6–1, 6–4                            |
| 1962         | Roy Emerson Neale Fraser                      | Wilhelm Bungert Christian Kuhnke              | 6–3, 6–4, 7–5                                 |
| 1963         | Roy Emerson Manuel Santana                    | Gordon Forbes Abe Segal                       | 6–2, 6–4, 6–4                                 |
| 1964         | Roy Emerson Ken Fletcher                      | John Newcombe Tony Roche                      | 7–5, 6–3, 3–6, 7–5                            |
| 1965         | Roy Emerson Fred Stolle                       | Ken Fletche Bob Hewitt                        | 6–8, 6–3, 8–6, 6–2                            |
| 1966         | Clark Graebner Dennis Ralston                 | Ilie Năstase Ion Ţiriac                       | 6–3, 6–3, 6–0                                 |
| 1967         | John Newcombe Tony Roche                      | Roy Emerson Ken Fletcher                      | 6–3, 9–7, 12–10                               |
| ↓ Open Era ↓ |                                               |                                               |                                               |
| 1968         | Ken Rosewall Fred Stolle                      | Roy Emerson Rod Laver                         | 6–3, 6–4, 6–3                                 |
| 1969         | John Newcombe Tony Roche                      | Roy Emerson Rod Laver                         | 4–6, 6–1, 3–6, 6–4, 6–4                       |
| 1970         | Ilie Năstase Ion Ţiriac                       | Arthur Ashe Charlie Pasarell                  | 6–2, 6–4, 6–3                                 |
| 1971         | Arthur Ashe Marty Riessen                     | Tom Gorman Stan Smith                         | 6–8, 4–6, 6–3, 6–4, 11–9                      |
| 1972         | Bob Hewitt Frew McMillan                      | Patricio Cornejo Jaime Fillol                 | 6–3, 8–6, 3–6, 6–1                            |
| 1973         | John Newcombe Tom Okker                       | Jimmy Connors Ilie Năstase                    | 6–1, 3–6, 6–3, 5–7, 6–4                       |
| 1974         | Dick Crealy Onny Parun                        | Bob Lutz Stan Smith                           | 6–3, 6–2, 3–6, 5–7, 6–1                       |
| 1975         | Brian Gottfried Raúl Ramírez                  | John Alexander Phil Dent                      | 6–2, 2–6, 6–2, 6–4                            |
| 1976         | Fred McNair Sherwood Stewart                  | Brian Gottfried Raúl Ramírez                  | 7–6(6), 6–3, 6–1                              |
| 1977         | Brian Gottfried Raúl Ramírez                  | Wojtek Fibak Jan Kodeš                        | 7–6, 4–6, 6–3, 6–4                            |
| 1978         | Gene Mayer Hank Pfister                       | José Higueras Manuel Orantes                  | 6–3, 6–2, 6–2                                 |
| 1979         | Gene Mayer Sandy Mayer                        | Ross Case Phil Dent                           | 6–4, 6–4, 6–4                                 |
| 1980         | Victor Amaya Hank Pfister                     | Brian Gottfried Raúl Ramírez                  | 1–6, 6–4, 6–4, 6–3                            |
| 1981         | Heinz Günthardt Balázs Taróczy                | Terry Moor Eliot Teltscher                    | 6–2, 7–6, 6–3                                 |
| 1982         | Sherwood Stewart Ferdi Taygan                 | Hans Gildemeister Belus Prajoux               | 7–5, 6–3, 1–1, retired                        |
| 1983         | Anders Järryd Hans Simonsson                  | Mark Edmondson Sherwood Stewart               | 7–6(4), 6–4, 6–2                              |
| 1984         | Henri Leconte Yannick Noah                    | Pavel Složil Tomáš Šmíd                       | 6–4, 2–6, 3–6, 6–3, 6–2                       |
| 1985         | Mark Edmondson Kim Warwick                    | Schlomo Glickstein Hans Simonsson             | 6–3, 6–4, 6–7, 6–3                            |
| 1986         | John Fitzgerald Tomáš Šmíd                    | Stefan Edberg Anders Järryd                   | 6–3, 4–6, 6–3, 6–7(4), 14–12                  |
| 1987         | Anders Järryd Robert Seguso                   | Guy Forget Yannick Noah                       | 6–7, 6–7, 6–3, 6–4, 6–2                       |
| 1988         | Andrés Gómez Emilio Sánchez                   | John Fitzgerald Anders Järryd                 | 6–3, 6–7(8), 6–4, 6–3                         |
| 1989         | Jim Grabb Patrick McEnroe                     | Mansour Bahrami Eric Winogradsky              | 6–4, 2–6, 6–4, 7–6(5)                         |
| 1990         | Sergio Casal Emilio Sánchez                   | Goran Ivanišević Petr Korda                   | 7–5, 6–3                                      |
| 1991         | John Fitzgerald Anders Järryd                 | Rick Leach Jim Pugh                           | 6–0, 7–6(2)                                   |
| 1992         | Jakob Hlasek Marc Rosset                      | David Adams Andrei Olhovskiy                  | 7–6(4), 6–7(3), 7–5                           |
| 1993         | Luke Jensen Murphy Jensen                     | Marc-Kevin Goellner David Prinosil            | 6–4, 6–7(4), 6–4                              |
| 1994         | Byron Black Jonathan Stark                    | Jan Apell Jonas Björkman                      | 6–4, 7–6(5)                                   |
| 1995         | Jacco Eltingh Paul Haarhuis                   | Nicklas Kulti Magnus Larsson                  | 6–7(3), 6–4, 6–1                              |
| 1996         | Yevgeny Kafelnikov Daniel Vacek               | Guy Forget Jakob Hlasek                       | 6–2, 6–3                                      |
| 1997         | Yevgeny Kafelnikov Daniel Vacek               | Todd Woodbridge Mark Woodforde                | 7–6(12), 4–6, 6–3                             |
| 1998         | Jacco Eltingh Paul Haarhuis                   | Mark Knowles Daniel Nestor                    | 6–3, 3–6, 6–3                                 |
| 1999         | Mahesh Bhupathi Leander Paes                  | Goran Ivanišević Jeff Tarango                 | 6–2, 7–5                                      |
| 2000         | Todd Woodbridge Mark Woodforde                | Paul Haarhuis Sandon Stolle                   | 7–6, 6–4                                      |
| 2001         | Mahesh Bhupathi Leander Paes                  | Petr Pála Pavel Vízner                        | 7–6, 6–3                                      |
| 2002         | Paul Haarhuis Yevgeny Kafelnikov              | Mark Knowles Daniel Nestor                    | 7–5, 6–4                                      |
| 2003         | Bob Bryan Mike Bryan                          | Paul Haarhuis Yevgeny Kafelnikov              | 7–6(3), 6–3                                   |
| 2004         | Xavier Malisse Olivier Rochus                 | Michaël Llodra Fabrice Santoro                | 7–5, 7–5                                      |
| 2005         | Jonas Björkman Max Mirnyi                     | Bob Bryan Mike Bryan                          | 2–6, 6–1, 6–4                                 |
| 2006         | Jonas Björkman Max Mirnyi                     | Bob Bryan Mike Bryan                          | 6–7(5), 6–4, 7–5                              |
| 2007         | Mark Knowles Daniel Nestor                    | Lukáš Dlouhý Pavel Vízner                     | 2–6, 6–3, 6–4                                 |
| 2008         | Pablo Cuevas Luis Horna                       | Daniel Nestor Nenad Zimonjić                  | 6–2, 6–3                                      |
| 2009         | Lukáš Dlouhý Leander Paes                     | Wesley Moodie Dick Norman                     | 3–6, 6–3, 6–2                                 |
| 2010         | Daniel Nestor Nenad Zimonjić                  | Lukáš Dlouhý Leander Paes                     | 7–5, 6–2                                      |
| 2011         | Max Mirnyi Daniel Nestor                      | Juan Sebastián Cabal Eduardo Schwank          | 7–6(7–3), 3–6, 6–4                            |
| 2012         | Max Mirnyi Daniel Nestor                      | Bob Bryan Mike Bryan                          | 6–4, 6–4                                      |
| 2013         | Bob Bryan Mike Bryan                          | Michaël Llodra Nicolas Mahut                  | 6–4, 4–6, 7–6(7–4)                            |
| 2014         | Julien Benneteau Édouard Roger-Vasselin       | Marcel Granollers Marc López                  | 6–3, 7–6(7–1)                                 |
| 2015         | Ivan Dodig Marcelo Melo                       | Bob Bryan Mike Bryan                          | 6–7(5–7), 7–6(7–5), 7–5                       |
| 2016         | Feliciano López Marc López                    | Bob Bryan Mike Bryan                          | 6–4, 6–7(6–8), 6–3                            |
| 2017         | Ryan Harrison Michael Venus                   | Santiago González Donald Young                | 7–6(7–5), 6–7(4–7), 6–3                       |
| 2018         | Pierre-Hugues Herbert Nicolas Mahut           | Oliver Marach Mate Pavić                      | 6–2, 7–6(7–4)                                 |
| 2019         | Kevin Krawietz Andreas Mies                   | Jérémy Chardy Fabrice Martin                  | 6–2, 7–6(7–3)                                 |